# Каспијск
Каспијск (рус. Каспийск) град је у Русији у републици Дагестан. Према попису становништва из 2010. у граду је живело 103.914 становника.

## Географија
Површина града износи 32,94 km².

## Становништво
Према прелиминарним подацима са пописа, у граду је 2010. живело 103.914 становника, 26.264 (33,82%) више него 2002.
| 1939.  | 1959.  | 1970.  | 1979.  | 1989.  | 2002.  | 2010.   |
| ------ | ------ | ------ | ------ | ------ | ------ | ------- |
| 18.874 | 25.178 | 28.990 | 49.382 | 60.069 | 77.650 | 103.914 |